# EMG Germany
Die EMG Germany GmbH (bis Oktober 2021 nobeo GmbH) ist ein TV-Dienstleistungsunternehmen für Studio-, Außen- und Postproduktion. Die Firma ist das deutsche Tochterunternehmen der international tätigen Euro Media Group (EMG) mit Hauptsitz in Saint-Denis, Sitz des deutschen Unternehmens ist Hürth bei Köln.

## Unternehmen
Das Gelände der EMG Germany umfasst acht TV-Studios mit 80 Schnittplätzen. Mittels mobiler Regien und Übertragungswagen ist das Aufzeichnen oder die Live-Übertragung von Außenproduktionen möglich. EMG Germany bietet zudem einen kompakten Übertragungswagen in Form eines ausgebauten Kleinbusses (@-car), mit dem Live-Streaming und Produktionen mit bis zu acht Kameras möglich sind.
Zu den Kunden von nobeo gehören unter anderem Fernsehproduktionsfirmen wie Brainpool, i&u TV, filmpool, ProSiebenSat.1 Produktion sowie Sender wie Sat.1, RTL und ZDF.
EMG Germany GmbH (damals unter der Firmierung NOB Deutschland GmbH) wurde als Standort der ersten drei Big Brother-Staffeln gewählt.

## Geschichte
Die nobeo GmbH wurde 1993 als NOB Deutschland GmbH gegründet und war zu diesem Zeitpunkt ein Tochterunternehmen des niederländischen Mediendienstleisters NOB (Nederlands Omroepproduktie Bedrijf), Hilversum. 2004 wurde die NOB Deutschland GmbH von dem niederländischen Unternehmen United Broadcast Facilities (UBF) übernommen. 2007 wurde die NOB Deutschland GmbH, die in NOB Studios GmbH umbenannt wurde, in nobeo GmbH umbenannt. UBF fusionierte 2007 mit der französischen Euro Media Télévision. Die daraus entstandene Euro Media Group mit Sitz in Bry-sur-Marne bei Paris ist nach eigenen Angaben der größte Anbieter von TV-Produktionsmitteln in Europa. Das Unternehmen beschäftigte 2008 in Deutschland, den Niederlanden, Frankreich, Belgien, Großbritannien und der Schweiz 1.400 fest angestellte Mitarbeiter und erzielt einen jährlichen Umsatz von 313 Millionen Euro. Seit dem 1. Oktober 2021 firmiert die nobeo GmbH unter dem Namen EMG Germany GmbH.

## Produktionen (Auswahl)

### Studioproduktionen
- Wer wird Millionär?
- Die Millionenshow
- SternTV[10]
- Ruck Zuck[10]
- Familienduell[10]
- Kallwass greift ein!
- Niedrig und Kuhnt – Kommissare ermitteln
- Richterin Barbara Salesch
- Ich bin ein Star – Lasst mich wieder rein!
- Ich bin ein Star – Holt mich hier raus! – Das Nachspiel
- Ich bin ein Star – Die große Dschungelshow
- Denn sie wissen nicht, was passiert
- Die ultimative Chartshow
- Dein Song (Finale)
- Du gewinnst hier nicht die Million bei Stefan Raab
- Stefan & Bully gegen irgendson Schnulli

### Außenproduktionen
- X-Diaries
- Deutschland sucht den Superstar – Casting-Tour
- TV total Stock Car Crash Challenge
- Big Brother
- TV total Wok WM – 2010
- Die Oliver Pocher Show
- Die 5-Millionen-SKL-Show
- Die beste Klasse Deutschlands
- Germany’s Next Topmodel – Finale 2009 & 2010
- Popstars – Halbfinale und Finale 2009
- ran – Boxen
- Badminton French Open 2015
- Festival der Einheit – 25 Jahre Mauerfall
- Stefan & Bully gegen irgendson Schnulli

### Postproduktion
- Das Supertalent
- Ninja Warrior
- Klinik am Südring
- The Taste
- Meine Geschichte, mein Leben
- Familienhelfer
- X-Diaries
- Straßencops
- Willkommen bei Mario Barth
- Wohnen nach Wunsch
- Zwei bei Kallwass
- Sechserpack
- Mein Restaurant
- Niedrig und Kuhnt – Kommissare ermitteln
- Richterin Barbara Salesch
- Dr. Eckart von Hirschhausen live – Wunderheiler
- Ich bin ein Star – Lasst mich wieder rein!